# Hoy somos más
Hoy Somos Más  es el primer sencillo extraído de la segunda temporada de la telenovela argentina Violetta.

## Producción
El sencillo fue grabado durante el rodaje de la segunda temporada de la serie. Fue publicado por primera vez en marzo de 2013 en Disney Channel Italia, junto con un vídeo musical en base al primer episodio de la segunda temporada en la que ve al elenco de la serie en el Aeropuerto Internacional Ministro Pistarini. En los mismos días en el canal oficial de YouTube de Disney Channel Latinoamérica apareció un vídeo de letras, además de ser reproducible en Radio Disney Argentina. El 5 de abril de 2013 es lanzado oficialmente con su vídeo, que también se presentan algunos de los nuevos personajes de la serie.
Algunos días después, durante un episodio de Disney Planet en la versión latinoamericana de Disney Channel se muestra el detrás de escenas del vídeo.